# Макилтио (Вашингтон)
Макилтио (англ. Mukilteo) — город в округе Снохомиш в штате Вашингтон в Соединённых Штатах Америки.
По данным переписи 2020 года в США, население города составляло 21 538 человек.

## История
Коренные американские индейцы первоначально использовали землю в районе маяка как место для лагеря в зимние месяцы. Слово «мukilteo» на языке местных индейцев означает «хорошая площадка для стоянки».
В 1906 году здесь был построен маяк Макилтио, а в 1979 году он был полностью автоматизирован.

## География
Макилтио расположен на побережье залива Пьюджет-Саунд между городами Эдмондс и Эверетт, примерно в 25 милях (40 км) к северу от Сиэтла. Город вытянут с севера на юг, его длина составляет 5,4 мили (8,7 км), а ширина — от 0,8 до 2,1 мили (от 1,3 до 3,4 км). Самая высокая точка — 182 метра над уровнем моря.
По данным Бюро переписи населения США, общая площадь города составляет 9,50 квадратных миль (24,60 км2), из которых 6,40 квадратных миль (16,58 км2) — это суша, а 3,10 квадратных миль (8,03 км2) — водная поверхность.